# O Jogo Virou
"O Jogo Virou" é o terceiro single do álbum Desvio de Conduta, da banda Strike, a canção fez muito sucesso no Brasil levando a banda a posição #3 do Hot 100 Brasil em outubro de 2008 e também foi trilha sonora da novela Revelação do SBT em 2008. No mesmo ano, foi lançado o videoclipe da canção.

## Desempenho
| Paradas (2008)        | Posições             |
| --------------------- | -------------------- |
| Brasil Hot 100 Brasil | 3[carece de fontes?] |

## Ligações Externas
- Site Oficial da Banda Strike